# José Ángel Carmona Navarro
José Ángel Carmona Navarro (nascut el 29 de gener de 2002) és un futbolista professional espanyol que juga al Sevilla FC. Principalment lateral dret, també pot aparèixer com a defensa central.

## Carrera de club
Nascut a El Viso del Alcor, Sevilla, Andalusia, Carmona es va formar com a juvenil del Sevilla FC. Va fer el seu debut com a sènior amb el filial el 21 de novembre de 2020, jugant els últims nou minuts en la victòria fora de casa per 2-1 de Segona Divisió B contra el Córdoba CF.
El 20 de juliol de 2021, Carmona va renovar el seu contracte fins al 2025. Va fer el seu primer equip, i va debutar a la primera divisió, el 13 de març de l'any següent, substituint Marcos Acuña en un empat 1-1 fora de casa contra el Rayo Vallecano.
L'11 de gener de 2023, Carmona fou cedit a l'Elx CF fins a final de temporada. El 20 de juliol, fou cedit al Getafe CF de primera divisió també.